# UFC Fight Night: Pezão vs. Arlovski II
UFC Fight Night: Pezão vs. Arlovski II (também conhecido como UFC Fight Night 51) foi um evento de artes marciais mistas promovido pelo Ultimate Fighting Championship, que ocorreu em 13 de setembro de 2014 no Ginásio Nilson Nelson em Brasília, Distrito Federal.

## Background
O evento foi o primeiro do UFC a acontecer na capital brasileira Brasília.
O evento principal foi a revanche entre os pesados Antônio Pezão e Andrei Arlovski, na primeira luta no Strikeforce: Heavy Artillery, Pezão venceu por decisão unânime.
Mike Rhodes era esperado para enfrentar Paulo Thiago, no entanto, Rhodes se lesionou e foi substituído por Joe Riggs. No entanto, Riggs foi retirado da luta após atirar em si próprio acidentalmente, ele foi substituído por Sean Spencer.
Sérgio Moraes era esperado para enfrentar Santiago Ponzinibbio no evento, no entanto, uma lesão o fez se retirar da luta e foi substituído por Wendell Oliveira.
Valérie Létourneau era esperada para enfrentar Jéssica Andrade no evento, no entanto, uma lesão tirou Létourneau do evento e ela foi substituída por Larissa Pacheco.
Łukasz Sajewski era esperado para enfrentar Leonardo Santos, porém o polonês se lesionou e Santos enfrentará Efrain Escudero. Escudero enfrentaria Francisco Trinaldo no card preliminar, mas com a alteração no card, Trinaldo enfrentou Leandro Silva que fez seu retorno à organização.

## Bônus da noite
- Luta da Noite:  Gleison Tibau vs.  Piotr Hallmann
- Performance da Noite:  Andrei Arlovski e  Godofredo Pepey